# Calciatori dell'Associazione Calcio Milan

Paolo Maldini, giocatore del Milan dal 1984 al 2009, detiene il record assoluto di presenze con la maglia rossonera.

In più di 120 anni di storia sono stati oltre 900 i calciatori dell'Associazione Calcio Milan, società calcistica italiana per azioni con sede a Milano.

## Lista dei capitani

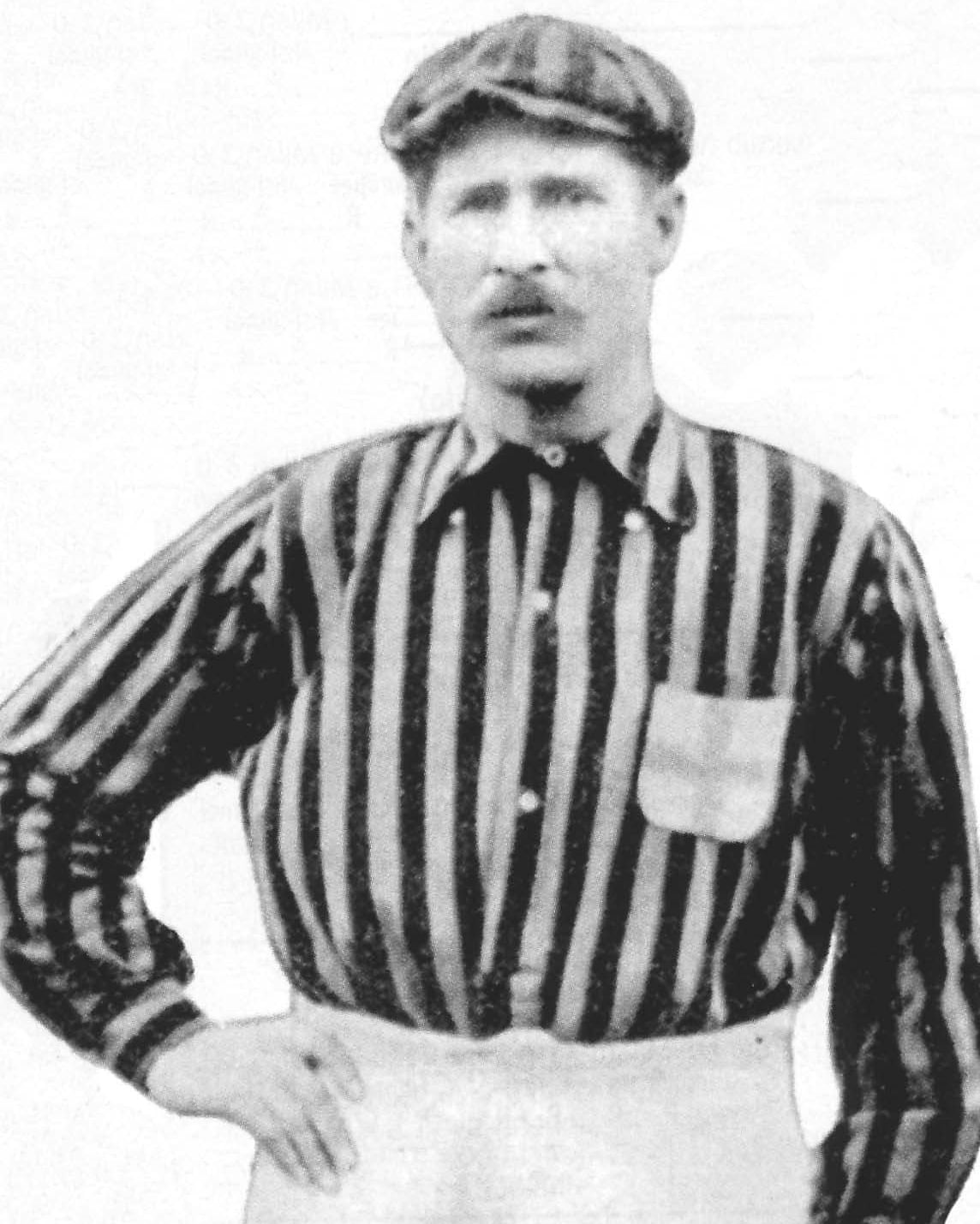
Herbert Kilpin, tra i soci fondatori del Milan e capitano dei primi tre scudetti vinti dalla squadra rossonera.

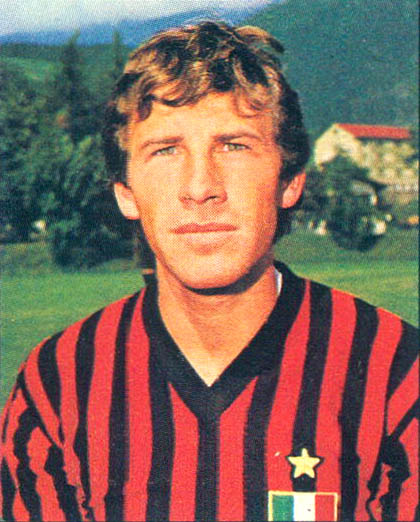
Franco Baresi, il giocatore ad aver indossato la fascia di capitano per il maggior numero di stagioni: 15, dal 1982 al 1997.

I calciatori del Milan che hanno indossato la fascia di capitano durante la loro permanenza nella squadra rossonera sono quarantacinque, trentanove dei quali italiani, tra cui due oriundi (Cesare Lovati e Héctor Puricelli), e sei stranieri (David Allison, primo capitano della società meneghina, Herbert Kilpin, fondatore del Milan, Max Tobias, Louis Van Hege, Nils Liedholm e Mike Maignan).
Il periodo più lungo con la fascia di capitano al braccio è stato quello di Franco Baresi, capitano per quindici stagioni, dal 1983 al 1997. Baresi è inoltre il capitano alla cui guida i rossoneri hanno vinto il maggior numero di trofei, diciassette, mentre Paolo Maldini è il capitano più vincente della storia del Milan (contando anche gli anni senza fascia), con ventisei titoli.
Dati aggiornati al 2 febbraio 2025.
| Calciatore           | Ruolo | Stagioni al club      | Stagioni da capitano       | Presenze in campionato | Reti |
| -------------------- | ----- | --------------------- | -------------------------- | ---------------------- | ---- |
| David Allison        | CA    | 1900-1901             | 1900 (1)                   | 4                      | 0    |
| Herbert Kilpin       | CC    | 1900-1907             | 1901-1907 (7)              | 23                     | 7    |
| Gerolamo Radice      | P     | 1907-1909             | 1908-1909 (2)              | 8                      | -8   |
| Guido Moda           | TZ    | 1903-1912             | 1909-1910 (1)              | 27                     | 0    |
| Max Tobias           | CC    | 1910-1911             | 1910-1911 (1)              | 16                     | 11   |
| Giuseppe Rizzi       | CC    | 1902-1906 e 1910-1913 | 1911-1913 (2)              | 48                     | 19   |
| Louis Van Hege       | CA    | 1910-1915             | 1913-1915 (2)              | 88                     | 97   |
| Marco Sala           | TD    | 1908-1920             | 1915-1916 (1)              | 122                    | 3    |
| Aldo Cevenini        | CA    | 1909-1912 e 1915-1919 | 1916-1919 (3)              | 42                     | 26   |
| Alessandro Scarioni  | CC    | 1908-1921             | 1919-1921 (2)              | 138                    | 4    |
| Cesare Lovati        | M     | 1910-1922             | 1921-1922 (1)              | 101                    | 6    |
| Francesco Soldera    | CC    | 1914-1924             | 1922-1924 (2)              | 146                    | 13   |
| Pietro Bronzini      | CC    | 1916-1917 e 1919-1926 | 1924-1926 (2)              | 142                    | 5    |
| Gianangelo Barzan    | DC    | 1926-1928             | 1926-1927 (1)              | 29                     | 6    |
| Abdon Sgarbi         | CC    | 1927-1929             | 1927-1929 (2)              | 62                     | 5    |
| Alessandro Schienoni | DC    | 1924-1933             | 1929-1930 (1)              | 111                    | 3    |
| Mario Magnozzi       | CA    | 1930-1933             | 1930-1933 (3)              | 97                     | 31   |
| Carlo Rigotti        | M     | 1932-1938             | 1933-1934 (1)              | 113                    | 0    |
| Giuseppe Bonizzoni   | TZ    | 1931-1940             | 1934-1936 e 1938-1939 (3)  | 248                    | 2    |
| Luigi Perversi       | TZ    | 1925-1926 e 1927-1940 | 1936-1938 (2)              | 319                    | 0    |
| Antonio Bortoletti   | M     | 1933-1940             | 1939-1940 (1)              | 204                    | 1    |
| Bruno Arcari         | CA    | 1940-1941 e 1944-1945 | 1940-1941 (1)              | 43                     | 12   |
| Giuseppe Meazza      | CA    | 1940-1942             | 1941-1942 (2)              | 37                     | 9    |
| Giuseppe Antonini    | CC    | 1937-1944 e 1945-1949 | 1942-1944 e 1945-1949 (6)  | 267                    | 23   |
| Paolo Todeschini     | CC    | 1939-1943 e 1944-1945 | 1944-1945 (1)              | 72                     | 4    |
| Héctor Puricelli     | CA    | 1945-1949             | 1949 (1)                   | 114                    | 55   |
| Andrea Bonomi        | TD/M  | 1942-1952             | 1949-1952 (3)              | 239                    | 3    |
| Carlo Annovazzi      | CC    | 1945-1953             | 1952-1953 (1)              | 281                    | 53   |
| Omero Tognon         | CC    | 1945-1956             | 1953-1956 (3)              | 334                    | 2    |
| Nils Liedholm        | CA    | 1949-1961             | 1956-1961 (5)              | 359                    | 81   |
| Francesco Zagatti    | TZ    | 1952-1963             | 1961 (1)                   | 214                    | 1    |
| Cesare Maldini       | TD/DC | 1954-1966             | 1961-1966 (5)              | 347                    | 3    |
| Gianni Rivera        | CC    | 1960-1979             | 1966-1975 e 1976-1979 (12) | 501                    | 122  |
| Romeo Benetti        | M     | 1970-1976             | 1975-1976 (1)              | 170                    | 32   |
| Alberto Bigon        | CC    | 1971-1980             | 1979-1980 (1)              | 218                    | 56   |
| Aldo Maldera         | TD    | 1971-1972 e 1973-1982 | 1980-1981 (1)              | 228                    | 30   |
| Fulvio Collovati     | DC    | 1976-1982             | 1981-1982 (1)              | 158                    | 4    |
| Franco Baresi        | DC    | 1977-1997             | 1982-1997 (15)             | 531                    | 16   |
| Paolo Maldini        | TS/DC | 1984-2009             | 1997-2009 (12)             | 647                    | 29   |
| Massimo Ambrosini    | CC    | 1995-1997 e 1998-2013 | 2009-2013 (4)              | 344                    | 29   |
| Riccardo Montolivo   | CC    | 2012-2019             | 2013-2017 (4)              | 129                    | 8    |
| Leonardo Bonucci     | DC    | 2017-2018             | 2017-2018 (1)              | 35                     | 2    |
| Alessio Romagnoli    | DC    | 2015-2022             | 2018-2022 (4)              | 197                    | 8    |
| Davide Calabria      | TD    | 2014-2025             | 2022-2025 (3)              | 210                    | 9    |
| Mike Maignan         | P     | 2021-presente         | 2025-presente (1)          | 105                    | 0    |

Codici: P: Portiere, L: Libero, DC: Difensore centrale (stopper), TD: Terzino destro, TS: Terzino sinistro, TZ: Terzino, M: Mediano, CC: Centrocampista centrale, R: Regista, T: Trequartista,
CA: Centravanti.

## Record

### Classifica assoluta presenze e reti in partite ufficiali
Di seguito l'elenco dei primatisti di presenze e di gol con la maglia del Milan in tutte le competizioni.
Dati aggiornati al 5 maggio 2025
| Classifica presenze 1. Paolo Maldini - 902 (25 stagioni) 2. Franco Baresi - 719 (20 stagioni) 3. Alessandro Costacurta - 663 (21 stagioni) 4. Gianni Rivera - 658 (19 stagioni) 5. Mauro Tassotti - 583 (17 stagioni) 6. Massimo Ambrosini - 489 (17 stagioni) 7. Gennaro Gattuso - 468 (13 stagioni) 8. Clarence Seedorf - 432 (10 stagioni) 9. Angelo Anquilletti - 418 (11 stagioni) 10. Cesare Maldini - 412 (12 stagioni) 11. Demetrio Albertini - 406 (13 stagioni) 12. Andrea Pirlo - 401 (10 stagioni) 13. Nils Liedholm - 394 (12 stagioni) 14. Alberico Evani - 393 (13 stagioni) 15. Roberto Donadoni - 390 (12 stagioni) 16. Christian Abbiati - 380 (15 stagioni) 17. Giovanni Trapattoni - 351 (14 stagioni) 18. Omero Tognon - 342 (11 stagioni) 19. Luigi Perversi - 341 (14 stagioni) 20. Karl-Heinz Schnellinger - 334 (9 stagioni) 21. Sebastiano Rossi - 330 (12 stagioni) 22. Albertino Bigon - 329 (9 stagioni) 23. Alessandro Nesta - 326 (10 stagioni) 24. Filippo Galli - 325 (13 stagioni) 25. Andrij Ševčenko - 322 (8 stagioni) 26. Aldo Maldera - 310 (11 stagioni) 27. Kaká - 307 (7 stagioni) 28. Ignazio Abate - 306 (11 stagioni) 29. Daniele Massaro - 306 (8 stagioni) 30. Dida - 302 (9 stagioni) | Classifica gol 1. Gunnar Nordahl - 221 gol (8 stagioni) 2. Andrij Ševčenko - 175 (8 stagioni) 3. Gianni Rivera - 164 (19 stagioni) 4. José Altafini - 161 (7 stagioni) 5. Aldo Boffi - 136 (9 stagioni) 6. Filippo Inzaghi - 126 (11 stagioni) 7. Marco van Basten - 125 (8 stagioni) 8. Giuseppe Santagostino - 106 (12 stagioni) 9. Kaká - 104 (7 stagioni) 10. Pierino Prati - 102 (7 stagioni) 11. Louis Van Hege - 98 (5 stagioni) 12. Zlatan Ibrahimović - 93 (6 stagioni) 13. Albertino Bigon - 90 (9 stagioni) 14. Nils Liedholm - 89 (12 stagioni) 15. Renzo Burini - 88 (6 stagioni) 16. Aldo Cevenini I - 83 (7 stagioni) 17. Pietro Paolo Virdis - 76 (5 stagioni) 18. Marco Simone - 75 (9 stagioni) 19. Rafael Leão - 70 (6 stagioni) 20. Pietro Sante Arcari - 70 (6 stagioni) 21. Daniele Massaro - 70 (8 stagioni) 22. Giovanni Moretti - 68 (8 stagioni) 23. Angelo Benedicto Sormani - 65 (5 stagioni) 24. Alexandre Pato - 63 (6 stagioni) 25. Clarence Seedorf - 62 (10 stagioni) 26. Luciano Chiarugi - 60 (4 stagioni) 27. Juan Alberto Schiaffino - 60 (6 stagioni) 28. George Weah - 58 (5 stagioni) 29. Héctor Puricelli - 57 (4 stagioni) 30. Carlo Galli - 57 (5 stagioni) |

### Presenze per competizione
Di seguito l'elenco dei primatisti di presenze con la maglia del Milan nelle varie competizioni nazionali e internazionali.
| In campionati italiani 1. Paolo Maldini - 647 2. Franco Baresi - 531 3. Gianni Rivera - 501 4. Alessandro Costacurta - 458 5. Mauro Tassotti - 428 6. Nils Liedholm - 359 7. Cesare Maldini - 347 8. Massimo Ambrosini - 344 9. Gennaro Gattuso - 335 10. Omero Tognon - 334   | In Serie A 1. Paolo Maldini - 647 2. Gianni Rivera - 501 3. Franco Baresi - 470 4. Alessandro Costacurta - 458 5. Mauro Tassotti - 363 6. Nils Liedholm - 359 7. Cesare Maldini - 347 8. Massimo Ambrosini - 344 9. Gennaro Gattuso - 335 10. Clarence Seedorf - 300          |
| In Serie B 1. Sergio Battistini - 74 2. Mauro Tassotti - 65 3. Franco Baresi - 61 4. Ottorino Piotti - 57 5. Stefano Cuoghi - 56 6. Ruben Buriani - 38 7. Francesco Romano - 37 8. Fulvio Collovati - 36 Walter De Vecchi - 36 Alberico Evani - 36 Walter Novellino - 36       | In Coppa Italia 1. Franco Baresi - 97 2. Alessandro Costacurta - 78 3. Mauro Tassotti - 75 4. Gianni Rivera - 74 5. Paolo Maldini - 72 6. Angelo Anquilletti - 71 7. Filippo Galli - 68 8. Albertino Bigon - 65 9. Alberico Evani - 53 10. Karl-Heinz Schnellinger - 52       |
| Nelle competizioni UEFA per club 1. Paolo Maldini - 174 2. Alessandro Costacurta - 122 3. Clarence Seedorf - 103 4. Massimo Ambrosini - 102 5. Gennaro Gattuso - 102 6. Andrea Pirlo - 96 7. Dida - 87 8. Franco Baresi - 80 9. Alessandro Nesta - 80 10. Andrij Ševčenko - 77 | Nelle competizioni internazionali 1. Paolo Maldini - 176 2. Alessandro Costacurta - 122 3. Clarence Seedorf - 105 4. Massimo Ambrosini - 104 5. Gennaro Gattuso - 104 6. Andrea Pirlo - 98 7. Dida - 89 8. Gianni Rivera - 83 9. Franco Baresi - 83 10. Alessandro Nesta - 82 |

### Reti per competizione
Di seguito l'elenco dei primatisti di reti con la maglia del Milan nelle varie competizioni nazionali e internazionali.
| In campionati italiani 1. Gunnar Nordahl - 210 2. Andrij Ševčenko - 127 3. Gianni Rivera - 122 4. José Altafini - 120 5. Aldo Boffi - 109 6. Giuseppe Santagostino - 103 7. Louis Van Hege - 97 8. Marco van Basten - 90 9. Renzo Burini - 87 10. Nils Liedholm - 81 | In Serie A 1. Gunnar Nordahl - 210 2. Andrij Ševčenko - 127 3. Gianni Rivera - 122 4. José Altafini - 120 5. Aldo Boffi - 109 6. Marco van Basten - 90 7. Renzo Burini - 87 8. Nils Liedholm - 81 9. Kaká - 77 10. Zlatan Ibrahimović - 76                                              |
| In Serie B 1. Sergio Battistini - 16 2. Roberto Antonelli - 15 3. Oscar Damiani - 10 4. Joe Jordan - 10 5. Vinicio Verza - 10 6. Aldo Serena - 8 7. Giancarlo Pasinato - 7 8. Francesco Vincenzi - 7 9. Ruben Buriani - 6 Giuseppe Incocciati - 6                    | In Coppa Italia 1. Gianni Rivera - 28 2. Aldo Boffi - 22 3. Albertino Bigon - 19 4. Egidio Calloni - 16 5. Franco Baresi - 15 6. Pierino Prati - 14 7. Marco van Basten - 13 8. Pietro Paolo Virdis - 11 9. Luciano Chiarugi - 10 Ruud Gullit - 10 Filippo Inzaghi - 10                 |
| Nelle competizioni UEFA per club 1. Filippo Inzaghi - 41 2. Andrij Ševčenko - 38 3. Kaká - 26 4. José Altafini - 21 5. Marco van Basten - 20 6. Marco Simone - 17 7. Pierino Prati - 16 8. Albertino Bigon - 15 9. Gianni Rivera - 14 10. Luciano Chiarugi - 13      | Nelle comp. internazionali 1. Filippo Inzaghi - 43 2. Andrij Ševčenko - 38 3. José Altafini - 32 4. Kaká - 27 5. Marco van Basten - 20 6. Marco Simone - 17 7. Pierino Prati - 16 8. Albertino Bigon - 15 9. Gianni Rivera - 14 10. Luciano Chiarugi - 13 Angelo Benedicto Sormani - 13 |

1. ↑  Comprende i campionati ante girone unico (Campionato Federale, Prima Categoria, Prima Divisione e Divisione Nazionale), la Serie A e la Serie B esclusi gli eventuali spareggi.
2. ↑  Nel conteggio è escluso lo spareggio per l'accesso alla Coppa UEFA 1987-1988 del 23 maggio 1987 contro la Sampdoria.
3. ↑  Sono comprese, oltre alle competizioni UEFA per club cui ha partecipato il Milan (Coppa dei Campioni/Champions League, Coppa UEFA, Supercoppa UEFA, Coppa Intercontinentale e Coppa delle Coppe) la Coppa del mondo per club FIFA, la Coppa delle Fiere, la Coppa Mitropa (escluse le gare di qualificazione), la Coppa Latina, la Coppa dell'Amicizia, e la Coppa delle Alpi.
4. ↑  Comprende i campionati ante girone unico (Campionato Federale, Prima Categoria, Prima Divisione e Divisione Nazionale), la Serie A e la Serie B esclusi gli eventuali spareggi.
5. ↑  Sono comprese, oltre alle competizioni UEFA per club cui ha partecipato il Milan (Coppa dei Campioni/Champions League, Coppa UEFA/Europa League, Supercoppa UEFA, Coppa Intercontinentale e Coppa delle Coppe) la Coppa del mondo per club FIFA, la Coppa delle Fiere, la Coppa Mitropa (escluse le gare di qualificazione), la Coppa Latina, la Coppa dell'Amicizia, e la Coppa delle Alpi.

### Titoli vinti
Di seguito l'elenco dei giocatori che hanno vinto almeno dieci trofei ufficiali durante il loro periodo di militanza nel Milan.
| #  | Giocatore             | SA | CI | SI | UCL | CdC | EL | SU | CmC CI | Totale |
| -- | --------------------- | -- | -- | -- | --- | --- | -- | -- | ------ | ------ |
| 1  | Paolo Maldini         | 7  | 1  | 5  | 5   | -   | -  | 5  | 3      | 26     |
| 2  | Alessandro Costacurta | 7  | 1  | 5  | 5   | -   | -  | 4  | 2      | 24     |
| 3  | Franco Baresi         | 6  | -  | 4  | 3   | -   | -  | 3  | 2      | 18     |
| 3  | Roberto Donadoni      | 6  | -  | 4  | 3   | -   | -  | 3  | 2      | 18     |
| 5  | Mauro Tassotti        | 5  | -  | 4  | 3   | -   | -  | 3  | 2      | 17     |
| 5  | Filippo Galli         | 5  | -  | 4  | 3   | -   | -  | 3  | 2      | 17     |
| 7  | Marco van Basten      | 4  | -  | 4  | 3   | -   | -  | 3  | 2      | 16     |
| 8  | Demetrio Albertini    | 5  | -  | 3  | 3   | -   | -  | 2  | 2      | 15     |
| 9  | Daniele Massaro       | 4  | -  | 3  | 2   | -   | -  | 3  | 2      | 14     |
| 9  | Marco Simone          | 4  | -  | 3  | 2   | -   | -  | 3  | 2      | 14     |
| 11 | Gianni Rivera         | 3  | 4  | -  | 2   | 2   | -  | -  | 1      | 12     |
| 11 | Ruud Gullit           | 3  | -  | 3  | 2   | -   | -  | 2  | 2      | 12     |
| 11 | Sebastiano Rossi      | 5  | -  | 3  | 1   | -   | -  | 2  | 1      | 12     |
| 11 | Massimo Ambrosini     | 4  | 1  | 2  | 2   | -   | -  | 2  | 2      | 12     |
| 15 | Alberico Evani        | 3  | -  | 2  | 2   | -   | -  | 2  | 2      | 11     |
| 16 | Frank Rijkaard        | 2  | -  | 2  | 2   | -   | -  | 2  | 2      | 10     |
| 16 | Gennaro Gattuso       | 2  | 1  | 2  | 2   | -   | -  | 2  | 1      | 10     |
| 16 | Filippo Inzaghi       | 2  | 1  | 2  | 2   | -   | -  | 2  | 1      | 10     |
| 16 | Clarence Seedorf      | 2  | 1  | 2  | 2   | -   | -  | 2  | 1      | 10     |
| 16 | Alessandro Nesta      | 2  | 1  | 2  | 2   | -   | -  | 2  | 1      | 10     |

### Record anagrafici
- Giocatore più giovane al debutto
Gustavo Hauser, 15 anni; 2 mesi; 10 giorni (Unione Sportiva Milanese-Milan 0-1, Prima Categoria, stagione 1906-1907)
- Giocatore più anziano al debutto
Antonio Mirante, 39 anni; 10 mesi; 27 giorni (Milan-Verona 3-1, Serie A, stagione 2022-2023)
- Giocatore più anziano alla discesa in campo
Zlatan Ibrahimović, 41 anni; 146 giorni (Milan-Atalanta 2-0, Serie A, stagione 2022-2023)
- Marcatore più giovane
Renzo De Vecchi, 15 anni, 9 mesi, 25 giorni (Torino-Milan 6-2, Prima Categoria, stagione 1909-1910)
- Marcatore più anziano
Zlatan Ibrahimović, 41 anni; 166 giorni (Udinese-Milan 3-1, Serie A, stagione 2022-2023)

### Altri record individuali
- Giocatore col maggior numero di trofei ufficiali vinti con il club
Paolo Maldini, 26 titoli
- Giocatori col maggior numero di trofei nazionali vinti con il club
Paolo Maldini e Alessandro Costacurta, 13 titoli
- Giocatore col maggior numero di trofei internazionali vinti con il club
Paolo Maldini, 13 titoli
- Giocatori col maggior numero di campionati di Serie A vinti
Paolo Maldini e Alessandro Costacurta, 7
- Giocatori col maggior numero di Coppe dei Campioni/Champions League vinte
Paolo Maldini e Alessandro Costacurta, 5
- Giocatore col maggior numero di rigori realizzati
Gianni Rivera, 39[15]
- Giocatore col maggior numero di doppiette realizzate
Gunnar Nordahl, 49[N 1][16]
- Giocatore col maggior numero di triplette realizzate
Gunnar Nordahl, 18[N 2][17]
- Giocatore col maggior numero di poker realizzati
Louis van Hege, 7[N 3][18]
- Giocatori col maggior numero di espulsioni
Alessandro Costacurta e Massimo Ambrosini, 10[19]
- Giocatore con il maggior numero di presenze con la Nazionale italiana
Paolo Maldini, 126 partite ufficiali dal 1988 al 2002.
- Giocatore con il maggior numero di gol con la Nazionale italiana
  - Roberto Baggio, 27 reti
  - Gianni Rivera, 14 reti (miglior marcatore se si considerano solo le reti segnate durante la militanza nel Milan)
- Maggior numero di reti realizzate in una sola partita da un giocatore del Milan: 5.

| Giocatore      | Nazione | Data              | Competizione       | Partita                 | Minuti                  |
| -------------- | ------- | ----------------- | ------------------ | ----------------------- | ----------------------- |
| Louis Van Hege | Belgio  | 28 maggio 1911    | Prima Categoria    | Milan-Piemonte 7-1      | 17', 25', ?, ?          |
| Louis Van Hege | Belgio  | 14 gennaio 1912   | Prima Categoria    | Milan-Juventus 8-1      | 20', 59', 65', 74', 75' |
| Aldo Cevenini  | Italia  | 4 febbraio 1912   | Prima Categoria    | Torino-Milan 1-6        | ?, 20', ?, 27', 90'     |
| Louis Van Hege | Belgio  | 9 novembre 1913   | Prima Categoria    | AC Milanese-Milan 1-6   | 27', 49', 56', 62', 75' |
| Louis Van Hege | Belgio  | 4 ottobre 1914    | Prima Categoria    | Milan-Audax Modena 13-0 | 24', 36', 53', 60', 68' |
| Aldo Cevenini  | Italia  | 3 marzo 1918      | Coppa Mauro        | Milan-Inter 8-1         | 11', 25', 62', 66', 80' |
| Carlo Galli    | Italia  | 13 aprile 1958    | Serie A            | Milan-Lazio 6-1         | 4', 18', 40', 47', 50'  |
| José Altafini  | Italia  | 12 settembre 1962 | Coppa dei Campioni | Milan-US Luxembourg 8-0 | 8', 11', 28', 44', 67'  |

## Titoli di capocannoniere
Il Milan detiene il record come numero di titoli di capocannoniere conquistati da un proprio giocatore nel campionato di Serie A a girone unico: 17 titoli, a cui se ne aggiunge uno conquistato nel Campionato Italiano di Football. Inoltre, i giocatori del Milan hanno conquistato 9 volte il titolo di capocannoniere in Coppa Italia, 4 in Coppa dei Campioni/UEFA Champions League, uno in Coppa delle Coppe, 2 nella Coppa Latina e uno nel campionato di Serie B, per un totale di 34 titoli di capocannoniere. Gunnar Nordahl detiene il record di maggior numero di titoli di capocannoniere conquistati in Serie A (5) e il record di maggior numero di titoli di capocannoniere vinti consecutivamente in Serie A (3, record condiviso con Michel Platini).

### Competizioni ufficiali

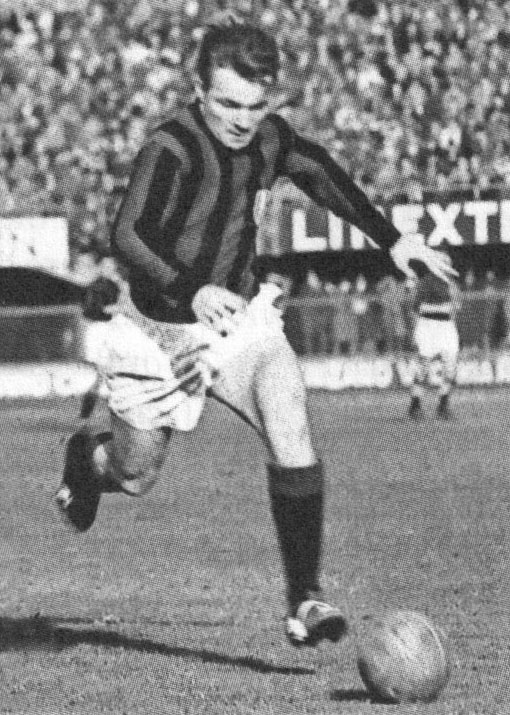
José Altafini, unico giocatore del Milan a vincere il titolo di capocannoniere in Serie A, Coppa Italia e Coppa dei Campioni.

- Campionato federale: 1 titolo

| Stagione | Naz.              | Giocatore     | Reti |
| -------- | ----------------- | ------------- | ---- |
| 1906     | Italia (bandiera) | Guido Pedroni | 3    |

- Campionato di Serie A: 17 titoli

| Stagione  | Naz.                                   | Giocatore           | Reti |
| --------- | -------------------------------------- | ------------------- | ---- |
| 1938-1939 | Italia (bandiera)                      | Aldo Boffi          | 19   |
| 1939-1940 | Italia (bandiera)                      | Aldo Boffi          | 24   |
| 1941-1942 | Italia (bandiera)                      | Aldo Boffi          | 22   |
| 1949-1950 | Svezia (bandiera)                      | Gunnar Nordahl      | 35   |
| 1950-1951 | Svezia (bandiera)                      | Gunnar Nordahl      | 34   |
| 1952-1953 | Svezia (bandiera)                      | Gunnar Nordahl      | 26   |
| 1953-1954 | Svezia (bandiera)                      | Gunnar Nordahl      | 23   |
| 1954-1955 | Svezia (bandiera)                      | Gunnar Nordahl      | 27   |
| 1961-1962 | Brasile (bandiera) · Italia (bandiera) | José Altafini       | 22   |
| 1967-1968 | Italia (bandiera)                      | Pierino Prati       | 15   |
| 1972-1973 | Italia (bandiera)                      | Gianni Rivera       | 17   |
| 1986-1987 | Italia (bandiera)                      | Pietro Paolo Virdis | 17   |
| 1989-1990 | Paesi Bassi (bandiera)                 | Marco van Basten    | 19   |
| 1991-1992 | Paesi Bassi (bandiera)                 | Marco van Basten    | 25   |
| 1999-2000 | Ucraina (bandiera)                     | Andrij Ševčenko     | 24   |
| 2003-2004 | Ucraina (bandiera)                     | Andrij Ševčenko     | 24   |
| 2011-2012 | Svezia (bandiera)                      | Zlatan Ibrahimović  | 28   |

- Coppa Italia: 9 titoli

| Stagione  | Naz.                                   | Giocatore                      | Reti |
| --------- | -------------------------------------- | ------------------------------ | ---- |
| 1936-1937 | Italia (bandiera)                      | Aldo Boffi                     | 7    |
| 1960-1961 | Brasile (bandiera) · Italia (bandiera) | José Altafini                  | 4    |
| 1966-1967 | Italia (bandiera)                      | Gianni Rivera                  | 7    |
| 1970-1971 | Italia (bandiera)                      | Gianni Rivera                  | 7    |
| 1976-1977 | Italia (bandiera) · Italia (bandiera)  | Giorgio Braglia Egidio Calloni | 6    |
| 1989-1990 | Italia (bandiera)                      | Franco Baresi                  | 4    |
| 2018-2019 | Polonia (bandiera)                     | Krzysztof Piątek               | 8    |
| 2024-2025 | Inghilterra (bandiera)                 | Tammy Abraham                  | 4    |

- Coppa dei Campioni/UEFA Champions League: 4 titoli

| Stagione  | Naz.                                   | Giocatore        | Reti |
| --------- | -------------------------------------- | ---------------- | ---- |
| 1962-1963 | Brasile (bandiera) · Italia (bandiera) | José Altafini    | 14   |
| 1988-1989 | Paesi Bassi (bandiera)                 | Marco van Basten | 10   |
| 2005-2006 | Ucraina (bandiera)                     | Andrij Ševčenko  | 9    |
| 2006-2007 | Brasile (bandiera)                     | Kaká             | 10   |

- Coppa delle Coppe: 1 titolo

| Stagione  | Naz.              | Giocatore        | Reti |
| --------- | ----------------- | ---------------- | ---- |
| 1972-1973 | Italia (bandiera) | Luciano Chiarugi | 7    |

### Altre competizioni
- Coppa Latina: 2 titoli

| Stagione | Naz.                                   | Giocatore               | Reti |
| -------- | -------------------------------------- | ----------------------- | ---- |
| 1955     | Svezia (bandiera)                      | Nils Liedholm           | 2    |
| 1956     | Uruguay (bandiera) · Italia (bandiera) | Juan Alberto Schiaffino | 3    |

- Campionato di Serie B: 1 titolo

| Stagione  | Naz.              | Giocatore         | Reti |
| --------- | ----------------- | ----------------- | ---- |
| 1980-1981 | Italia (bandiera) | Roberto Antonelli | 15   |

## Calciatori premiati
Nella presente sezione vengono solo citati i calciatori vincitori di riconoscimenti calcistici durante la loro militanza nel Milan.

### A livello nazionale

#### In Italia
| Oscar del calcio · Gran Galà del calcio AIC Categorie vigenti: - Migliore calciatore in assoluto (1997-presente): 1. Kaká: 2004, 2007 2. Zlatan Ibrahimović: 2011 3. Rafael Leão: 2022 - Squadra dell'anno (2011-presente): Portieri: 1. Gianluigi Donnarumma: 2020, 2021 2. Mike Maignan: 2022, 2023 Difensori: 1. Thiago Silva: 2011, 2012 2. Alessandro Nesta: 2011 3. Mattia De Sciglio: 2013 4. Theo Hernández: 2020, 2021, 2022, 2023 5. Fikayo Tomori: 2022 Centrocampisti: 1. Kevin-Prince Boateng: 2011 2. Antonio Nocerino: 2012 3. Franck Kessié: 2021 Attaccanti: 1. Zlatan Ibrahimović: 2011, 2012 2. Mario Balotelli: 2013 3. Rafael Leão: 2022, 2023 - Miglior gol (2004-2010 e 2018-presente): 1. Andrij Ševčenko: 2004 2. Theo Hernández: 2022 Categorie scomparse: - Miglior calciatore straniero (1997-2010): 1. Andrij Ševčenko: 2000 2. Kaká: 2004, 2006, 2007 - Miglior calciatore giovane (1997-2010): 1. Alexandre Pato: 2009 - Miglior difensore (2000-2010): 1. Alessandro Nesta: 2003 2. Paolo Maldini: 2004 - Giovane rivelazione della Serie A (2012): 1. Stephan El Shaarawy Premi speciali: - Calciatore del secolo (2000): 1. Franco Baresi | Guerin d'oro 1. Franco Baresi: 1990 2. Frank Rijkaard: 1992 3. Daniele Massaro: 1994 | Premio Scirea 1. Franco Baresi: 1994 2. Mauro Tassotti: 1996 3. Roberto Donadoni: 1998 4. Alessandro Costacurta: 2000 5. Paolo Maldini: 2002 6. Filippo Inzaghi: 2007 7. Gennaro Gattuso: 2012 8. Simon Kjær: 2021 |
| Pallone d'argento 1. Andrij Ševčenko: 2003-2004 2. Kaká: 2006-2007 3. Stephan El Shaarawy: 2011-2012 | Premio Armando Picchi 1. Thiago Silva: 2010-2011                                     | Premi Lega Serie A - Miglior portiere: 1. Gianluigi Donnarumma: 2021 2. Mike Maignan: 2022 - Miglior centrocampista: 1. Tijjani Reijnders: 2025 - Miglior calciatore in assoluto: 1. Rafael Leão: 2022             |
| Miglior italiano Under-21 1. Patrick Cutrone: 2018 2. Gianluigi Donnarumma: 2019 3. Sandro Tonali: 2020 |                                                                                      | |

1. ↑  L'Oscar del calcio fu assegnato dall'Associazione Italiana Calciatori (AIC) dal 1997 al 2010. Dall'anno seguente l'AIC riformulò la premiazione ribattezzandola col nome di Gran Galà del calcio, sopprimendo i riconoscimenti individuali al miglior calciatore italiano, miglior calciatore straniero, miglior portiere e miglior difensore e rimpiazzandoli con un unico premio al miglior undici dell'anno.
2. ↑  Trofeo istituito dalla rivista Guerin Sportivo nel 1976 per il miglior calciatore della Serie A.[23]
3. ↑  Trofeo istituito dall'Unione Stampa Sportiva Italiana (USSI) nel 1992 riservato ai calciatori Over-30.
4. ↑  Trofeo istituito dall'Unione Stampa Sportiva Italiana (USSI) nel 2000 e assegnato a un calciatore della Serie A in base sia ai meriti sportivi sia per le qualità morali mostrate nell'arco di una stagione sportiva.
5. ↑  Trofeo istituito dall'Amministrazione comunale di Casciana Terme nel 2011 per celebrare il 40º anno della scomparsa di Armando Picchi e assegnato al miglior difensore della Serie A.
6. ↑  Trofeo istituito dalla Lega Nazionale Professionisti Serie A (LNPA) nel 2019 per premiare i migliori giocatori della stagione calcistica italiana.
7. ↑  Premio istituito dal quotidiano sportivo Tuttosport nel 2003 per il miglior calciatore Under-21 di nazionalità italiana.

#### In altri paesi
- Calciatore ceco dell'anno:
  1. Marek Jankulovski: 2007
- Calciatore croato dell'anno:
  1. Zvonimir Boban: 1999
- Calciatore danese dell'anno:
  1. Jon Dahl Tomasson: 2002,[22] 2004
  2. Simon Kjær: 2021
- Calciatore georgiano dell'anno:
  1. Kakhaber Kaladze: 2001, 2002, 2006, 2011 (Sarbieli) - 2008 (PFL)
- Calciatore jugoslavo dell'anno:
  1. Dejan Savićević: 1995
- Calciatore rumeno dell'anno:
  1. Cosmin Contra: 2001[22]
- Calciatore statunitense dell'anno
  1. Christian Pulisic: 2023[22]
- Calciatore svedese dell'anno:
  1. Zlatan Ibrahimović: 2010,[22] 2011, 2012,[24] 2020
- Calciatore ucraino dell'anno:
  1. Andrij Ševčenko: 2000, 2001, 2004, 2005
- Calciatore dell'anno dei Paesi Baltici e della CSI (Premio "Stella"):
  1.  Andrij Ševčenko: 2004, 2005

### A livello internazionale

Gianni Rivera, primo giocatore del Milan a vincere il Pallone d'oro, nel 1969.

| Pallone d'oro 1. Gianni Rivera: 1969 2. Ruud Gullit: 1987 3. Marco van Basten: 1988, 1989, 1992 4. George Weah: 1995 5. Andrij Ševčenko: 2004 6. Kaká: 2007                                                                   | FIFA World Player 1. Marco van Basten: 1992 2. George Weah: 1995 3. Kaká: 2007                                                    | Calciatore africano dell'anno 1. George Weah: 1995                           |
| UEFA Club Football Awards - UEFA Club Footballer of the Year: 1. Kaká: 2007 - Miglior difensore: 1. Paolo Maldini: 2007 - Miglior centrocampista: 1. Kaká: 2005 2. Clarence Seedorf: 2007 - Miglior attaccante: 1. Kaká: 2007 | Calciatore dell'anno World Soccer 1. Ruud Gullit: 1987, 1989 2. Marco van Basten: 1988, 1992 3. Paolo Maldini: 1994 4. Kaká: 2007 | Onze d'or 1. Marco van Basten: 1988, 1989 2. George Weah: 1995 3. Kaká: 2007 |
| Trofeo Bravo 1. Paolo Maldini: 1989 2. Christian Panucci: 1994 | European Golden Boy 1. Alexandre Pato: 2009                                                                                       | Golden Foot 1. Andrij Ševčenko: 2005 2. Ronaldinho: 2009                     |
| Golden Ball 1. Kaká: 2007 | Costruttore di gioco dell'anno IFFHS 1. Kaká: 2007                                                                                | Miglior portiere dell'anno IFFHS 1. Gianluigi Donnarumma: 2021               |
| Miglior calciatore dell'anno IFFHS 1. Marco van Basten: 1988, 1989 | IFFHS Team of the Year 1. Leonardo Bonucci: 2017 2. Gianluigi Donnarumma: 2021                                                    |                                                                              |

1. ↑  Trofeo istituito dalla rivista francese France Football nel 1956 e assegnato fino al 2009. A partire dall'anno successivo, in seguito alla fusione con il FIFA World Player of the Year, è stato sostituito dal Pallone d'oro FIFA.
2. ↑  Trofeo assegnato dalla Fédération Internationale de Football Association (FIFA) dal 1991 al 2009. A partire dall'anno successivo, in seguito alla fusione con il Pallone d'oro conferito da France Football, è stato sostituito dal Pallone d'oro FIFA.[25]
3. ↑  Trofeo istituito dalla Confédération Africaine de Football (CAF) nel 1992.
4. ↑  Trofeo istituito dall'Union of European Football Associations (UEFA) nel 1997 per i migliori calciatori ed allenatori attivi in Europa.
5. ↑  Trofeo istituito dalla rivista britannica World Soccer nel 1982.
6. ↑  Trofeo istituito dalla rivista francese Onze Mondial nel 1976.
7. ↑  Trofeo istituito dal settimanale Guerin Sportivo nel 1978 per il miglior calciatore europeo Under-23 di una squadra partecipante alle competizioni UEFA per club e diventato poi, dal 1992, per il miglior Under-21 di una qualsiasi squadra europea.
8. ↑  Premio istituito dal quotidiano sportivo Tuttosport nel 2003 per il miglior calciatore Under-21 di una squadra europea.
9. ↑  Premio istituito nel 2003 riservato ai calciatori che abbiano almeno 27 anni; il premio può essere vinto una sola volta.
10. ↑  Trofeo conferito dalla FIFA al miglior giocatore della Coppa del mondo per club FIFA.
11. ↑  Trofeo istituito nel 2006 dall'International Federation of Football History & Statistics (Istituto Internazionale di Storia e Statistiche del Calcio, IFFHS), organizzazione riconosciuta dalla FIFA, dal 1996.

## Riconoscimenti

### Inserimenti in liste stagionali ed annuali
Sono qui riportati i nominativi dei calciatori militanti nel Milan consegnati da riconoscimenti conferiti da organizzazioni sportive internazionali:
| Squadra dell'anno UEFA - Difensori: 1. Cosmin Contra: 2001 2. Alessandro Nesta: 2002, 2003, 2004, 2007 3. Paolo Maldini: 2003, 2005 4. Cafu: 2004, 2005 5. Thiago Silva: 2011, 2012 - Centrocampisti: 1. Clarence Seedorf: 2002, 2007 2. Kaká: 2006, 2007, 2009 - Attaccanti: 1. Andrij Ševčenko: 2004, 2005 - Ultimate Team of the Year (2001-2020): 1. Alessandro Nesta | FIFPro World XI - Portiere: 1. Dida: 2005 2. Gianluigi Donnarumma: 2021 - Difensori: 1. Alessandro Nesta: 2005, 2007 2. Cafu: 2005 3. Paolo Maldini: 2005 4. Leonardo Bonucci: 2017 - Centrocampisti: 1. Andrea Pirlo: 2006 2. Kaká: 2006, 2007, 2008 - Attaccanti: 1. Andrij Ševčenko: 2005 |
| ESM Team of the Year - Difensori: 1. Paolo Maldini: 1994-1995, 1995-1996, 1999-2000, 2002-2003 2. Thiago Silva: 2011-2012 - Attaccanti: 1. George Weah: 1995-1996 2. Andrij Ševčenko: 1999-2000, 2003-2004, 2004-2005 | Onze de Onze 1. Eric Gerets: 1983 2. Ruud Gullit: 1987, 1988, 1989 3. Marco van Basten: 1987, 1988, 1989, 1991, 1992 4. Frank Rijkaard: 1988, 1989, 1990, 1992 5. Paolo Maldini: 1989, 1991, 1992, 1993, 1994, 1995, 1996, 2003 6. Franco Baresi: 1990, 1991, 1992 7. Mauro Tassotti: 1992, 1993 8. Marcel Desailly: 1994, 1995 9. Dejan Savićević: 1995 10. George Weah: 1995, 1996 11. Alessandro Nesta: 2002, 2003, 2004 12. Cafu: 2004 13. Andrea Pirlo: 2006, 2007 14. Gennaro Gattuso: 2007 15. Kaká: 2007 |

1. ↑  Elenco dei migliori undici calciatori componenti della squadra dell'anno a livello europeo stabilito dall'Union of European Football Associations (UEFA) attraverso un sondaggio sul proprio sito web ufficiale.
2. ↑  Elenco dei migliori undici calciatori componenti della squadra dell'anno a livello mondiale stabilito dalla Fédération Internationale des Associations de Footballeurs Professionnels (FIFPro) dal 2005 e, dal 2009, in collaborazione con la FIFA.
3. ↑  Elenco dei migliori undici calciatori componenti della squadra dell'anno a livello mondiale stabilito dalla European Sports Media (ESM) dalla stagione 1994-1995.
4. ↑  Elenco dei migliori undici calciatori componenti della squadra dell'anno a livello europeo stabilito dai lettori della rivista francese Onze Mondial.

### Inserimenti in liste secolari o storiche
Sono qui riportati i nominativi dei calciatori che militarono nel Milan e sono stati indotti in liste di carattere storico (principalmente a livello secolare) redatte da organizzazioni sportive internazionali:

#### FIFA e Mondiali di calcio
Nelle squadre storiche vengono riportati solo i giocatori che hanno disputato uno o più Mondiali di calcio con la propria nazionale durante il periodo di militanza nel Milan.
| Squadre storiche FIFA - FIFA World Cup Dream Team: 1. Paolo Maldini 2. Roberto Baggio - Planète Foot Magazine: 1. Franco Baresi 2. Paolo Maldini 3. Marco van Basten - 100 Magnifici (Venerdì Magazine): 1. Paolo Maldini 2. Juan Alberto Schiaffino - Voetbal International: 1. Paolo Maldini 2. Frank Rijkaard - Marca Magazine: 1. Paolo Maldini | FIFA 100 - Italiani 1. Gianni Rivera 2. Franco Baresi 3. Paolo Maldini 4. Paolo Rossi 5. Roberto Baggio 6. Alessandro Nesta 7. Christian Vieri - Stranieri 1. Ruud Gullit 2. Marco van Basten 3. Frank Rijkaard 4. Edgar Davids 5. Patrick Kluivert 6. Clarence Seedorf 7. Marcel Desailly 8. Jean-Pierre Papin 9. Patrick Vieira 10. Brian Laudrup 11. George Weah 12. Rui Costa 13. David Beckham 14. Andrij Ševčenko 15. Cafu 16. Rivaldo 17. Ronaldo 18. Ronaldinho 19. Hernán Crespo | Top-100 Mondiali - Les 100 Héros de la Coupe du Monde 1. Juan Alberto Schiaffino 2. Nils Liedholm 3. Gianni Rivera 4. Karl-Heinz Schnellinger 5. Amarildo Tavares da Silveira 6. Paolo Rossi - Os 100 Craques das Copas 1. Juan Alberto Schiaffino 2. Franco Baresi 3. Paolo Maldini 4. Paolo Rossi 5. Roberto Baggio 6. Ronaldo 7. Rivaldo 8. Cafu 9. Ronaldinho |

1. ↑  Tra il 1994 e il 2002 la FIFA pubblicò tre undici storici: due riguardanti la Coppa del mondo e una terza composta dai migliori undici giocatori della storia del calcio in base al parere di giornalisti e giocatori delle associazioni nazionali ad essa affiliate.
2. ↑  Selezione degli 125 migliori calciatori viventi pubblicata dalla FIFA nel 2004 in occasione del suo 100º anniversario di fondazione.
3. ↑  Classifica dei 100 migliori calciatori che hanno disputato la fase finale dei Mondiali di calcio tra il 1930 e il 1990, basata sul rendimento nel torneo, pubblicata dalla rivista francese France Football nel 1994.[27]
4. ↑  Classifica dei 100 migliori calciatori che hanno disputato la fase finale dei Mondiali di calcio tra il 1930 e il 2002 pubblicata dalla rivista brasiliana Placar nell'ottobre 2005.[28]

#### XX secolo
| Calciatori del XX secolo IFFHS - Classifica mondiale 1. Gunnar Nordahl 2. Juan Alberto Schiaffino 3. Gianni Rivera 4. Franco Baresi 5. Ruud Gullit 6. Marco van Basten 7. George Weah - Classifica europea 1. Giuseppe Meazza 2. Gunnar Gren 3. Nils Liedholm 4. Gunnar Nordahl 5. Gianni Rivera 6. Franco Baresi 7. Paolo Maldini 8. Paolo Rossi 9. Ruud Gullit 10. Marco van Basten 11. Dejan Savićević 12. Roberto Baggio - Classifica africana 1. George Weah - Classifica sudamericana 1. Juan Alberto Schiaffino | 100 Craques do Século - Placar 1. Giuseppe Meazza 2. Juan Alberto Schiaffino 3. Franco Baresi 4. Paolo Maldini 5. Paolo Rossi 6. Ruud Gullit 7. Marco van Basten 8. Frank Rijkaard 9. Roberto Baggio 10. George Weah 11. Ronaldo 12. Rivaldo 13. Cafu 14. Ronaldinho | World Soccer 100 Players of the Century 1. Giuseppe Meazza 2. Juan Alberto Schiaffino 3. Franco Baresi 4. Paolo Maldini 5. Paolo Rossi 6. Ruud Gullit 7. Marco van Basten 8. Frank Rijkaard 9. Roberto Baggio 10. George Weah 11. Edgar Davids 12. Paulo Futre 13. Andrij Ševčenko 14. Rivaldo 15. Christian Vieri 16. Ronaldo 17. David Beckham |

| France Football's Football Player of the Century 1. Marco van Basten 2. Roberto Baggio | Guerin Sportivo - I 50 Grandi del Secolo 1. Giuseppe Meazza 2. Gunnar Nordahl 3. Nils Liedholm 4. Juan Alberto Schiaffino 5. Gianni Rivera 6. José Altafini 7. Kurt Hamrin 8. Franco Baresi 9. Paolo Rossi 10. Paolo Maldini 11. Marco van Basten 12. Roberto Baggio 13. Ronaldo |

1. ↑  Classifiche dei migliori calciatori del XX secolo stilate nel 2000 dall'International Federation of Football History & Statistics (Istituto Internazionale di Storia e Statistiche del Calcio, IFFHS), organizzazione riconosciuta dalla FIFA, dal 1996.
2. ↑  Elenco dei 100 migliori calciatori del XX secolo stilato dalla rivista brasiliana Placar nel novembre 1999.[33]
3. ↑  Classifica dei 100 migliori calciatori del XX secolo stilata dalla rivista britannica World Soccer nel dicembre 1999 in base ai voti espressi dai propri lettori.[34]
4. ↑  Elenco dei 100 migliori calciatori del XX secolo stilato dalla rivista francese France Football in base alle votazioni dei vincitori del pallone d'oro dal 1956 al 1999.[35]
5. ↑  Elenco dei 50migliori calciatori del XX secolo stilato dalla rivista italiana Guerin Sportivo.[36]

#### Altre
| 50 meilleurs joueurs du Monde - Planète Foot 1. Gianni Rivera 2. Franco Baresi 3. Paolo Maldini 4. Paolo Rossi 5. Ruud Gullit 6. Marco van Basten 7. Roberto Baggio 8. George Weah | 100 Magnifici - Il Venerdì 1. Giuseppe Meazza 2. Gunnar Gren 3. Nils Liedholm 4. Gunnar Nordahl 5. Juan Alberto Schiaffino 6. José Altafini 7. Gianni Rivera 8. Alcides Ghiggia 9. Amarildo 10. Kurt Hamrin 11. Jimmy Greaves 12. Franco Baresi 13. Paolo Maldini 14. Paolo Rossi 15. Ruud Gullit 16. Marco van Basten 17. Roberto Baggio 18. Ronaldo | 100 Greatest Footballers of All Time - World Soccer 1. Giuseppe Meazza 2. Nils Liedholm 3. Gunnar Nordahl 4. Juan Alberto Schiaffino 5. Gianni Rivera 6. Franco Baresi 7. Paolo Maldini 8. Ruud Gullit 9. Marco van Basten 10. Frank Rijkaard 11. Roberto Baggio 12. Ronaldo 13. David Beckham 14. George Weah 15. Paulo Futre 16. Edgar Davids 17. Rivaldo 18. Andrij Ševčenko 19. Christian Vieri |
| AFS Top-100 Players of All-Time 1. Gianni Rivera 2. Franco Baresi 3. Paolo Maldini 4. Paolo Rossi 5. Alessandro Costacurta 6. Demetrio Albertini 7. Roberto Baggio 8. Ruud Gullit 9. Marco van Basten 10. Frank Rijkaard 11. Jean-Pierre Papin 12. Marcel Desailly 13. Brian Laudrup 14. Patrick Vieira 15. Edgar Davids 16. Patrick Kluivert 17. Andrij Ševčenko 18. David Beckham 19. Rui Costa 20. Rivaldo 21. Clarence Seedorf 22. Jon Dahl Tomasson 23. Cafu 24. Ronaldo 25. Ronaldinho | The Greatest XI - World Soccer 1. Cafu 2. Paolo Maldini | |

1. ↑  Elenco dei 50 migliori calciatori di tutti i tempi pubblicato dalla rivista francese Planète Foot nel dicembre 1996.[37]
2. ↑  Elenco dei 100 migliori calciatori di tutti i tempi pubblicato dall'inserto Il Venerdì della Repubblica nel 1997.[38]
3. ↑  Elenco dei 100 migliori calciatori di tutti i tempi pubblicato dalla rivista britannica World Soccer nel 1999.[39]
4. ↑  Classifica dei 100 migliori calciatori di tutti i tempi pubblicata dalla Association of Football Statisticians (ASF) nel novembre 2007 assegnando dei punteggi a seconda dei gol segnati (per centrocampisti e attaccanti), delle partite senza subire reti (per difensori e portieri), titoli vinti, partite giocate come capitano etc.[40]
5. ↑  Miglior formazione di tutti i tempi pubblicata rivista britannica World Soccer nel 2013.[41]

### Inserimenti in Hall of Fame
Nel 2000 la Federazione Italiana Giuoco Calcio e la Fondazione Museo del Calcio di Coverciano istituirono per la prima volta una Hall of Fame con l'obiettivo di riconoscere la vita e la carriera di diverse personalità del calcio in Italia. In quell'anno furono riconosciuti tredici personalità in sei categorie diverse, tra le quali quattro calciatori. Tale iniziativa fu riadottata da entrambe le istituzioni dieci anni dopo con la presentazione della Hall of Fame del calcio italiano a Firenze.
Nel 1998, durante la consegna del FIFA World Player of the Year 1997, la FIFA e l'International Football Hall of Champions (IFHOC), un'organizzazione non a scopo di lucro inglese, presentarono l'International Hall of Champions, in cui furono inseriti un totale di 21 calciatori.
| Calcio italiano - Hall of Fame - I magnifici del calcio italiano (2000): 1. Giuseppe Meazza - Hall of Fame del calcio italiano: Giocatore italiano: 1. Roberto Baggio: introdotto nel 2011 2. Paolo Maldini: introdotto nel 2012 3. Franco Baresi: introdotto nel 2013 4. Andrea Pirlo: introdotto nel 2019 5. Alessandro Nesta: introdotto nel 2021 Giocatore straniero: 1. Marco van Basten: introdotto nel 2012 2. Ronaldo: introdotto nel 2015 3. Ruud Gullit: introdotto nel 2017 Veterano italiano: 1. Gianni Rivera: introdotto nel 2013 2. Paolo Rossi: introdotto nel 2016 Riconoscimenti alla memoria: 1. Giuseppe Meazza: introdotto nel 2011 2. Ferruccio Valcareggi: introdotto nel 2011 3. Nils Liedholm: introdotto nel 2016 4. Cesare Maldini: introdotto nel 2016 5. Luigi Radice: introdotto nel 2019 6. Romano Fogli: introdotto nel 2021 Premio Astori: 1. Simon Kjær: introdotto nel 2021 | International Hall of Champions 1. Giuseppe Meazza 2. Marco van Basten | Golden Foot - Leggende del calcio 1. Gianni Rivera: introdotto nel 2003 2. George Weah: introdotto nel 2005 3. Alcides Ghiggia: introdotto nel 2006 4. Paolo Rossi: introdotto nel 2007 5. Ruud Gullit: introdotto nel 2011 6. Franco Baresi: introdotto nel 2012 7. Jean-Pierre Papin: introdotto nel 2013 8. Marcel Desailly: introdotto nel 2017 9. Leonardo: introdotto nel 2018 10. Andrea Pirlo: introdotto nel 2018 11. Clarence Seedorf: introdotto nel 2018 12. José Altafini: introdotto nel 2019 13. Patrick Vieira: introdotto nel 2019 14. Paolo Maldini: introdotto nel 2021 |

## Leggende
Di seguito l'elenco delle 102 leggende rossonere inserite sul sito ufficiale del Milan. Tra parentesi viene indicato il periodo di militanza in prima squadra, i giocatori contrassegnati con un asterisco (*) hanno fatto parte anche delle giovanili del club.
| Naz.                                   | Giocatore              | Periodo                |
| -------------------------------------- | ---------------------- | ---------------------- |
| Italia (bandiera)                      | Christian Abbiati      | (1998-2005; 2008-2016) |
| Italia (bandiera)                      | Demetrio Albertini*    | (1988-1990; 1991-2002) |
| Brasile (bandiera) · Italia (bandiera) | José Altafini          | (1958-1965)            |
| Italia (bandiera)                      | Massimo Ambrosini      | (1995-1997; 1998-2013) |
| Italia (bandiera)                      | Carlo Ancelotti        | (1987-1992)            |
| Italia (bandiera)                      | Angelo Anquilletti     | (1966-1977)            |
| Italia (bandiera)                      | Carlo Annovazzi        | (1945-1953)            |
| Italia (bandiera)                      | Roberto Antonelli      | (1977-1982)            |
| Italia (bandiera)                      | Giuseppe Antonini      | (1937-1949)            |
| Italia (bandiera)                      | Pietro Arcari          | (1930-1936)            |
| Italia (bandiera)                      | Roberto Baggio         | (1995-1997)            |
| Italia (bandiera)                      | Franco Baresi*         | (1977-1997)            |
| Italia (bandiera)                      | Sergio Battistini*     | (1980-1985)            |
| Inghilterra (bandiera)                 | David Beckham          | (2009-2010)            |
| Italia (bandiera)                      | Romeo Benetti          | (1970-1976)            |
| Italia (bandiera)                      | Aldo Bet               | (1974-1981)            |
| Germania (bandiera)                    | Oliver Bierhoff        | (1998-2001)            |
| Italia (bandiera)                      | Alberto Bigon          | (1971-1980)            |
| Croazia (bandiera)                     | Zvonimir Boban         | (1992-2001)            |
| Italia (bandiera)                      | Aldo Boffi             | (1936-1944)            |
| Italia (bandiera)                      | Andrea Bonomi          | (1941-1952)            |
| Italia (bandiera)                      | Ruben Buriani          | (1977-1982)            |
| Italia (bandiera)                      | Renzo Burini           | (1947-1953)            |
| Italia (bandiera)                      | Lorenzo Buffon         | (1949-1959)            |
| Brasile (bandiera)                     | Cafu                   | (2003-2008)            |
| Italia (bandiera)                      | Fabio Capello          | (1976-1980)            |
| Italia (bandiera)                      | Aldo Cevenini          | (1909-1912; 1915-1919) |
| Italia (bandiera)                      | Luciano Chiarugi       | (1972-1976)            |
| Francia (bandiera)                     | Nestor Combin          | (1969-1971)            |
| Italia (bandiera)                      | Alessandro Costacurta* | (1986; 1987-2007)      |
| Italia (bandiera)                      | Fabio Cudicini         | (1967-1972)            |
| Italia (bandiera)                      | Renzo De Vecchi        | (1909-1913)            |
| Francia (bandiera)                     | Marcel Desailly        | (1993-1998)            |
| Brasile (bandiera)                     | Dida                   | (2000-2001; 2002-2010) |
| Italia (bandiera)                      | Roberto Donadoni       | (1986-1996; 1997-1999) |

| Naz.                   | Giocatore          | Periodo                |
| ---------------------- | ------------------ | ---------------------- |
| Italia (bandiera)      | Alberico Evani*    | (1980-1993)            |
| Italia (bandiera)      | Carlo Galli        | (1956-1961)            |
| Italia (bandiera)      | Filippo Galli*     | (1983-1996)            |
| Italia (bandiera)      | Giovanni Galli     | (1986-1990)            |
| Italia (bandiera)      | Gennaro Gattuso    | (1999-2012)            |
| Italia (bandiera)      | Giorgio Ghezzi     | (1959-1965)            |
| Italia (bandiera)      | Alberto Gilardino  | (2005-2008)            |
| Svezia (bandiera)      | Gunnar Gren        | (1949-1953)            |
| Paesi Bassi (bandiera) | Ruud Gullit        | (1987-1993; 1994)      |
| Inghilterra (bandiera) | Mark Hateley       | (1984-1987)            |
| Svezia (bandiera)      | Zlatan Ibrahimović | (2010-2012; 2020-2023) |
| Italia (bandiera)      | Filippo Inzaghi    | (2001-2012)            |
| Scozia (bandiera)      | Joe Jordan         | (1981-1983)            |
| Brasile (bandiera)     | Kaká               | (2003-2009; 2013-2014) |
| Georgia (bandiera)     | K'akhaber K'aladze | (2001-2010)            |
| Inghilterra (bandiera) | Herbert Kilpin     | (1900-1908)            |
| Svezia (bandiera)      | Nils Liedholm      | (1949-1961)            |
| Italia (bandiera)      | Giovanni Lodetti*  | (1961-1970)            |
| Italia (bandiera)      | Cesare Lovati      | (1910-1922)            |
| Italia (bandiera)      | Aldo Maldera*      | (1971-1972; 1973-1982) |
| Italia (bandiera)      | Cesare Maldini     | (1954-1966)            |
| Italia (bandiera)      | Paolo Maldini*     | (1984-2009)            |
| Italia (bandiera)      | Daniele Massaro    | (1986-1988; 1989-1995) |
| Italia (bandiera)      | Bruno Mora         | (1962-1968)            |
| Italia (bandiera)      | Ernesto Morandi    | (1911-1917; 1918-1924) |
| Italia (bandiera)      | Giovanni Moretti   | (1931-1939)            |
| Italia (bandiera)      | Alessandro Nesta   | (2002-2012)            |
| Svezia (bandiera)      | Gunnar Nordahl     | (1949-1956)            |
| Italia (bandiera)      | Walter Novellino   | (1978-1982)            |
| Francia (bandiera)     | Jean-Pierre Papin  | (1992-1994)            |
| Brasile (bandiera)     | Alexandre Pato     | (2008-2013)            |
| Italia (bandiera)      | Luigi Perversi     | (1925-1926; 1927-1940) |
| Italia (bandiera)      | Andrea Pirlo       | (2001-2011)            |
| Italia (bandiera)      | Pierino Prati*     | (1966; 1967-1973)      |

| Naz.                                   | Giocatore               | Periodo                |
| -------------------------------------- | ----------------------- | ---------------------- |
| Uruguay (bandiera) · Italia (bandiera) | Héctor Puricelli        | (1945-1949)            |
| Italia (bandiera)                      | Luigi Radice*           | (1955-1959; 1961-1965) |
| Paesi Bassi (bandiera)                 | Frank Rijkaard          | (1988-1993)            |
| Italia (bandiera)                      | Gianni Rivera           | (1960-1979)            |
| Brasile (bandiera)                     | Ronaldinho              | (2008-2011)            |
| Brasile (bandiera)                     | Ronaldo                 | (2007-2008)            |
| Italia (bandiera)                      | Roberto Rosato          | (1966-1973)            |
| Italia (bandiera)                      | Sebastiano Rossi        | (1990-2002)            |
| Portogallo (bandiera)                  | Rui Costa               | (2001-2006)            |
| Italia (bandiera)                      | Marco Sala              | (1909-1920)            |
| Brasile (bandiera)                     | Dino Sani               | (1961-1964)            |
| Italia (bandiera)                      | Giuseppe Santagostino   | (1921-1932)            |
| Jugoslavia (bandiera)                  | Dejan Savićević         | (1992-1998)            |
| Italia (bandiera)                      | Alessandro Scarioni     | (1908-1921)            |
| Uruguay (bandiera) · Italia (bandiera) | Juan Alberto Schiaffino | (1954-1960)            |
| Germania Ovest (bandiera)              | Karl-Heinz Schnellinger | (1965-1974)            |
| Paesi Bassi (bandiera)                 | Clarence Seedorf        | (2002-2012)            |
| Brasile (bandiera)                     | Serginho                | (1999-2008)            |
| Ucraina (bandiera)                     | Andrij Ševčenko         | (1999-2006; 2008-2009) |
| Italia (bandiera)                      | Marco Simone            | (1989-1997; 2001-2002) |
| Italia (bandiera)                      | Francesco Soldera       | (1914-1924)            |
| Italia (bandiera)                      | Angelo Sormani          | (1965-1970)            |
| Italia (bandiera)                      | Mauro Tassotti          | (1980-1997)            |
| Brasile (bandiera)                     | Thiago Silva            | (2009-2012)            |
| Italia (bandiera)                      | Omero Tognon            | (1945-1956)            |
| Italia (bandiera)                      | Giovanni Trapattoni*    | (1958-1971)            |
| Italia (bandiera)                      | Attilio Trerè           | (1905-1909; 1910-1915) |
| Paesi Bassi (bandiera)                 | Marco van Basten        | (1987-1995)            |
| Belgio (bandiera)                      | Louis Van Hege          | (1910-1917)            |
| Italia (bandiera)                      | Pietro Paolo Virdis     | (1984-1989)            |
| Liberia (bandiera)                     | George Weah             | (1995-2000)            |
| Inghilterra (bandiera)                 | Ray Wilkins             | (1984-1987)            |
| Italia (bandiera)                      | Francesco Zagatti*      | (1952-1963)            |

## Hall of Fame
Il 7 ottobre 2024 è stata annunciata la Hall of Fame del Milan.
2024
- Franco Baresi (1977-1997)
- Filippo Inzaghi (2001-2012)
- Andrij Ševčenko (1999-2006 e 2008-2009)
- Marco van Basten (1987-1995)

### Annotazioni
1. ↑  Il dato include anche triplette, quadriplette e marcature multiple superiori.
2. ↑  Il dato include anche quadriplette e marcature multiple superiori.
3. ↑  Il dato include anche marcature multiple superiori.

### Fonti
1. ↑  Subentrato ad Arcari dall'11 gennaio 1941, a stagione in corso.
2. ↑  Subentrato ad Antonini a stagione in corso.
3. ↑  Subentrato a Calabria dall'11 gennaio 2025, a stagione in corso.
4. ↑  Panini, pp. 637, 644.
5. ↑  (PL) Rekordy, su acmilan.pl. URL consultato il 19 febbraio 2013 (archiviato dall'url originale il 28 marzo 2012).
6. 1 2 3  Nel conteggio è incluso anche il gol dell'1-1 contro il Real Madrid del 5 aprile 1989, attribuito dalla UEFA a van Basten, che alcune fonti considerano invece autogol di Buyo.
7. ↑  Nelle ultime due stagioni prima del ritiro van Basten non scese mai in campo per un infortunio alla caviglia.
8. ↑   9 Aldo Cevenini, su www.acmilan.com. URL consultato il 2 novembre 2020.
9. ↑   Tutti i numeri di ALDO CEVENINI (I), su www.magliarossonera.it. URL consultato il 2 novembre 2020.
10. ↑   Totali presenze a tutta la stagione 2011/2012 (PDF), su magliarossonera.it. URL consultato il 20 febbraio 2013.
11. ↑  Record assoluto per la competizione: (EN) Italy - All-Time Most Matches Played in Serie A, su rsssf.com. URL consultato il 20 febbraio 2013.
12. 1 2   AC Milan, su it.uefa.com, uefa.com. URL consultato il 20 febbraio 2013.
13. ↑  Record assoluto per la competizione: (FR) Records et chiffres, su fr.fifa.com, fifa.com, 14 settembre 2009. URL consultato il 20 febbraio 2013 (archiviato dall'url originale il 17 febbraio 2011).
14. ↑   Totali reti a tutta la stagione 2011/2012 (PDF), su magliarossonera.it. URL consultato il 7 marzo 2013.
15. ↑   Record rigori realizzati nel Milan, su magliarossonera.it.
16. ↑   Record doppiette realizzate nel Milan, su magliarossonera.it.
17. ↑   Record triplette realizzate nel Milan, su magliarossonera.it.
18. ↑   Record poker realizzati nel Milan, su magliarossonera.it.
19. ↑   Record espulsioni nel Milan, su magliarossonera.it.
20. ↑  6 reti realizzate con la maglia del Genoa
21. ↑  Alcune fonti riportano 9 (cfr. Panini, p. 491.  Elia Paganoni, L'Inter contro lo spauracchio Sheva. Real-Milan, il massimo in Europa, su ilgiornale.it, Il Giornale, 19 ottobre 2009. URL consultato il 19 febbraio 2013.  Germano Bovolenta, «Pronto per il Real. Ecco cosa farò», su archiviostorico.gazzetta.it, La Gazzetta dello Sport, 21 dicembre 2004. URL consultato il 19 febbraio 2013. (EN) Champions Cup/Champions League Topscorers - By season, su rsssf.com. URL consultato il 19 febbraio 2013.), considerando la rete contro il Real Madrid del 5 aprile 1989 come autogol di Buyo, altre 10 attribuendo il gol a van Basten (cfr.  UEFA Champions League - Stagione 2009/10 - Cartella stampa Real Madrid CF-AC Milan (PDF), su it.uefa.com, uefa.com, 19 ottobre 2009,  p. 2. URL consultato il 19 febbraio 2013.  Coppa dei Campioni 1988/89 - Statistiche - Gol segnati, su it.uefa.com, uefa.com. URL consultato il 19 febbraio 2013. (EN) European Champions' Cup 1988-89 - Details, su rsssf.com. URL consultato il 19 febbraio 2013.).
22. 1 2 3 4 5 6 7 8 9 10  Giocatore membro della squadra solo nella seconda parte dell'anno.
23. ↑  (EN) Guerin d'oro, su rsssf.com. URL consultato il 19 febbraio 2013.
24. 1 2 3 4  Giocatore membro della squadra solo nella prima parte dell'anno.
25. ↑  (EN) FIFA Awards (PDF), su fifa.com,  p. 1. URL consultato il 19 febbraio 2013 (archiviato dall'url originale il 24 settembre 2015).
26. 1 2 3 4 5  (EN) Marcelo Leme de Arruda, World All-Time Teams, in The Record Sport Soccer Statistics Foundation, 15 maggio 2004. URL consultato il 25 febbraio 2010.
27. ↑  (EN) France Football's World Cup Top-100 1930-1990, su rsssf.com. URL consultato il 5 aprile 2013.
28. ↑  (EN) Os 100 Craques das Copas (Placar Magazine), su rsssf.com. URL consultato il 5 aprile 2013.
29. ↑  (EN) The World's best Player of the Century, su iffhs.de. URL consultato il 12 gennaio 2014 (archiviato dall'url originale il 29 aprile 2013).
30. ↑  (EN) Europe's best Player of the Century, su iffhs.de. URL consultato il 12 gennaio 2014 (archiviato dall'url originale il 29 aprile 2013).
31. ↑  (EN) Africa's best Player of the Century, su iffhs.de. URL consultato il 12 gennaio 2014 (archiviato dall'url originale il 29 aprile 2013).
32. ↑  (EN) South America best Player of the Century, su iffhs.de. URL consultato il 12 gennaio 2014 (archiviato dall'url originale il 29 aprile 2013).
33. ↑  (EN) Placar's 100 Craques do Século, su rsssf.com. URL consultato il 5 aprile 2013.
34. ↑  (EN) World Soccer 100 Players of the Century, su englandfootballonline.com. URL consultato il 5 aprile 2013.
35. ↑  (EN) France Football's Football Player of the Century, su rsssf.com. URL consultato il 28 giugno 2022.
36. ↑  (EN) I 50 grandi del secolo - Guerin Sportivo, su rsssf.com. URL consultato il 28 giugno 2022.
37. ↑  (EN) Planète Foot's 50 Meilleurs Joueurs du Monde, su rsssf.com. URL consultato il 5 aprile 2013.
38. ↑  (EN) Venerdì's All-Time Top-100 (100 Magnifici), su rsssf.com. URL consultato il 5 aprile 2013.
39. ↑  (EN) World Soccer's Selection of the 100 Greatest Footballers of All Time, su rsssf.com. URL consultato il 5 aprile 2013.
40. ↑  (EN) AFS Top-100 Players of All-Time, su rsssf.com. URL consultato il 5 aprile 2013.
41. ↑  (EN) The Greatest: – how the panel voted, su worldsoccer.com, 2 luglio 2013. URL consultato il 4 luglio 2013 (archiviato dall'url originale il 1º gennaio 2015).
42. ↑   The Hall of Fame. La FIGC inaugura la galleria dei campioni del calcio italiano, su www2.raisport.rai.it, Rai Sport, 17 gennaio 2001. URL consultato il 18 febbraio 2013 (archiviato dall'url originale il 4 marzo 2016).
43. ↑  (EN) Hall of Fame - I magnifici del calcio italiano, su forza_azzurri.homestead.com. URL consultato il 21 gennaio 2014 (archiviato dall'url originale l'11 aprile 2012).
44. ↑   Oggi la consegna dei premi “Hall of Fame” del calcio italiano, su figc.it, 5 novembre 2011. URL consultato il 18 febbraio 2013 (archiviato dall'url originale il 2 dicembre 2011).
45. ↑  (EN) International Hall of Champions - Together - At Last, su fifa.com, 24 febbraio 1998. URL consultato il 22 febbraio 2013 (archiviato dall'url originale il 22 dicembre 2012).
46. ↑  (EN) Inductees - Players, su hallofchampions.com. URL consultato il 22 febbraio 2013 (archiviato dall'url originale il 25 settembre 2014).
47. ↑   Hall of Fame, su acmilan.com, 4 settembre 2022. URL consultato il 4 settembre 2022.
48. ↑   AC Milan introduce la Hall of Fame presented by Emirates con Franco Baresi come primo membro ufficiale, su acmilan.com, 7 ottobre 2024.